# Nagima Jeskalijewa
Nagima Kabyłkyzy Jeskalijewa (kaz. Нағима Қабылқызы Есқалиева; ur. 3 lutego 1954 w Fabricznym na terenie dzisiejszego obwodu ałmackiego) – radziecka i kazachska piosenkarka, Ludowa Artystka Kazachstanu.

## Życiorys
Nagima Jeskalijewa urodziła się w miejscowości Fabricznyj w południowo-wschodnim Kazachstanie. Jej matka pracowała w kombinacie mięsno-mlecznym. Jeskalijewa jest najstarsza z rodzeństwa, ma trzy siostry i brata. W 1977 roku ukończyła Ałmacką Szkołę Muzyczną, a następnie została członkiem zespołu „Gülder” («Гүлдер»). Zyskała popularność w 1979 roku, gdy wygrała radziecki konkurs wokalny „Z piosenką przez życie” («С песней по жизни»). W 1979 roku został laureatką Wszechzwiązkowego Konkursu Artystów Estrady w Leningradzie. W 1984 roku zwyciężyła w konkursie Złoty Orfeusz organizowanym w Bułgarii. Była uczestniczką XII Światowego Festiwalu Młodzieży i Studentów w 1985 roku w Moskwie. W tym samym roku wzięła udział we Wszechzwiązkowym Festiwalu Muzycznym „Złota Jesień” («Золотая осень») w Taszkencie. Koncertowała w wielu państwach, m.in. w Algierii, Danii, Czechosłowacji, Kubie, Mongolii i NRD.
Była jurorką 3. i 4. edycji SuperStar KZ. Jest jurorką programu X Factor od pierwszej serii.